# Luciano Pagliarini
Luciano André Pagliarini Mendonca (Arapongas, 18 april 1978) is een Braziliaans voormalig wielrenner. 

## Carrière
Pagliarini stond vooral bekend als een sprinter. Pagliarini heeft één Pro Tour-overwinning op zijn palmares staan, de 5e etappe van de ENECO Tour 2007, van Terneuzen naar Nieuwegein. 
In 2009 zat Pagliarini een jaar zonder professionele ploeg. In 2010 reed hij nog voor het kleine Braziliaanse Scott-Marcondes Cesar, maar een jaar later beëindigde hij zijn carrière en ging aan de slag bij de technische commissie van de Braziliaanse nationale wielerploeg op de baan.
In 2008 nam hij namens Brazilië deel aan de Olympische Spelen in Peking. Op de wegwedstrijd eindigde hij als 90e.

## Belangrijkste overwinningen
1998
3e etappe Ronde van Chili
4e en 10e etappe Ronde van Uruguay
2000
Circuito del Porto-Trofeo Internazionale Arvedi
2003
2e, 3e en 4e etappe Ronde van Langkawi
Clásica de Almería
2004
7e en 8e etappe Ronde van Langkawi
5e etappe Ronde van Murcia
2007
5e etappe ENECO Tour
4e etappe Ronde van Missouri
2008
6e etappe Ronde van Californië
2010
1e, 5e en 6e etappe Rutas de América

## Grote rondes
Eindklasseringen in grote rondes, met tussen haakjes het aantal etappeoverwinningen.
| Jaar | Ronde van Italië | Ronde van Frankrijk | Ronde van Spanje |
| ---- | ---------------- | ------------------- | ---------------- |
| 2001 |                  |                     |                  |
| 2002 |                  | opgave              |                  |
| 2003 |                  |                     |                  |
| 2004 | opgave           |                     |                  |
| 2005 |                  | opgave              |                  |
| 2006 |                  |                     |                  |
| 2007 |                  |                     |                  |
| 2008 | opgave           |                     |                  |
| 2009 |                  |                     |                  |
| 2010 |                  |                     |                  |

## Ploegen
- 2000 –  Lampre-Daikin (stagiair vanaf 01-09)
- 2001 –  Lampre-Daikin
- 2002 –  Lampre-Daikin
- 2003 –  Lampre
- 2004 –  Lampre
- 2005 –  Liquigas
- 2006 –  Saunier Duval-Prodir
- 2007 –  Saunier Duval-Prodir
- 2008 –  Saunier Duval
- 2010 –  Scott-Marcondes Cesar-São José dos Campos